# Нижњеновгородски кремљ
Нижњеновгородски кремљ (рус. Нижегородский кремль) је тврђава у историјском центру Нижњег Новгорода, Руска Федерација, и његов најстарији дио, те главни друштвено-политички и историјско-умјетнички комплекс града. 
Кремљ је званична резиденција опуномоћеног представника предсједника Руске Федерације у Поволшком федералном округу, губернатора Нижњеновгородске области и градоначелника Нижњег Новгорода.
Налази се на десној високој обали у близини ушћа Оке у Волгу. Сјеверозападне зидине спуштају се низ падине готово до подножја бријега на ком се тврђава налази, југоисточни дио излази на трг Мињина и Пожарског, а југозападни дио тврђаве завршава над јаругом Почајне и тргом Народног јединства.

## Историја

### Почеци постојања кремља
По свједочанству љетописа, године 1221. основан је Нижњи Новгород од стране великог владимирског кнеза Јурија Всеволодовича Утврђени град је основан на до тад ненасељеном тлу. Први покушаји замјене старог дрвеног утврђења у камени кремљ забиљежени су 1374. године. Тада је Дмитриј Константинович изградио бијелокамени кремљ. Тада је једино заправо изграђена Дмитровска кула, која није сачувана до данашњег дана у старом свом облику. У вријеме Ивана III Нижњеновгородски кремљ је имао улогу одбране Москве од напада Казањског ханата као погранични град. У циљу појачавања одбране подизали су се и ојачавали камени зидови. Усљед руско-татарског рата, 1505. године кремљ је био срушен, али се убрзо почело са обновом и надограђивањем утврде. Почетком градње каменог кремља се сматра 1508. година када су постављени темељи Тверској кули. Претходно изграђени храстови кремљ није сачуван због великог пожара 1513. године, тако да је већи дио тврђаве изгорио. Убрзо се почело са изградњом зидина кремља, а завршена је око 1516. године. Изградњу је водио архитекта Петро Франческо (познат још и као Петар Фрјазин) послат из Москве од стране цара Ивана Великог у чијој је служби био. И у вријеме првобитног кремља, као и данас, главна кула Нижњеновгородског кремља је била Дмитровска. До данас је утврђење вишеструко промијенило свој изглед у односу на првобитни. Након завршене изградње, град је био неколико пута под татарском опсадом, али никад није освојен. Када је Иван Грозни освојио татарске градове, престајала је постепено војна улога кремља, а у потпуности се изгубила 1697. године, када се почела постепено разрушавати. До те године једино битан период је био период "времена невоља" када су испред Ивановске куле Кузма Мињин и Дмитриј Пожарски позвали и повели становнике Нижњег Новгорода 1611. у борбу против Пољака који су заузели Московски кремљ.

### Период Руске Империје
Почетком постојања Руске Империје, Нижњеновгородски кремљ није становништву представљао неку особиту важност. Био је у постепеној фази разрушавања што због природе, што због људског дјеловања. Цигле са кремља су житељи Нижњег Новгорода често скидали и користили за зидање својих домова. Током ове епохе Нижњеновгородски кремљ ће послужити и као остава, управни дио града, стамбени објекат, као и затвор. 
Указом Петра Великог основана је Нижњеновгородска губернија 1714. године. Центром губерније је постао Нижњи Новгород, а управно језгро губерније је био управо кремљ. Постао је административним и управним центром града. По наређењу Петра Великог са пушкарница су скинути и посљедњи топови. Крајем XVIII вијека је утврђен план обнове тврђаве. Од тада су се на територији Нижњеновгородског кремља почели градити стамбени и управни објекти. У вријеме власти Јекатерине II су се ти планови почели остваривати.